# Codex Tischendorfianus IV
De Codex Tischendorfianus IV (Gregory-Aland no. Γ of 036, von Soden ε 070) is een van de Bijbelse handschriften. Het dateert uit de 10e eeuw en is geschreven met unciaal-hoofdletters op perkament.

## Beschrijving
Het bevat de tekst van de vier Evangeliën met lacunes (Matteüs 5:31-6:16; 6:30-7:26; 8:27-9:6; 21:19-22:25; Marcus 3:34-6:21). De gehele Codex Tischendorfianus IV bestaat uit 257 bladen (30 x 23 cm). De tekst is geschreven in een kolom van 24 regels per pagina. Het manuscript bevat overzichtstabellen van de κεφάλαια ("hoofdstukken"), τίτλοι (hoofdstuktitels), de sectienummers van Ammonius, canontabellen van Eusebius, markeringen voor het gebruik als lectionarium, notities en muzieknoteringen.
De evangeliën zijn in de volgorde van de westerse handschriften gerangschikt (Matteüs, Johannes, Lucas, Marcus).
De Codex Tischendorfianus IV geeft de Byzantijnse tekst weer. Kurt Aland plaatste de codex in Categorie V.
De tekst van Matteüs 16:2b-3 is niet aanwezig.
Het heeft een extra zin in Matt. 27:49: ἄλλος δὲ λαβὼν λόγχην ἒνυξεν αὐτοῦ τὴν πλευράν, καὶ ἐξῆλθεν ὖδορ καὶ αἳμα (de andere nam een speer en doorboorde zijn zijde, en meteen kwam er water en bloed).

## Geschiedenis
Een deel van de codex werd door Tischendorf ontdekt in een oostelijk klooster in 1853, een ander deel in 1859. De codex is nog steeds in twee delen verdeeld en op twee plaatsen ondergebracht. 158 bladeren werden in 1855 gekocht en werden ondergebracht in de Bodleian Library (Auct. T. Nr 2.2) van de Universiteit van Oxford, 99 andere bladen van de codex zijn nu gevestigd in de Russische Nationale Bibliotheek (Gr. 33) te Sint-Petersburg.